# Букова
Букова (на словашки: Buková) е село в западна Словакия, в Търнавски край, в Търнава. Населението му е 667 души.
Разположено е на 310 m надморска височина, на 26 km северозападно от град Търнава. Площта му е 24,3 km². Кмет на селото е Милош Херцег.